# Stuttgarter Weihnachtsmarkt

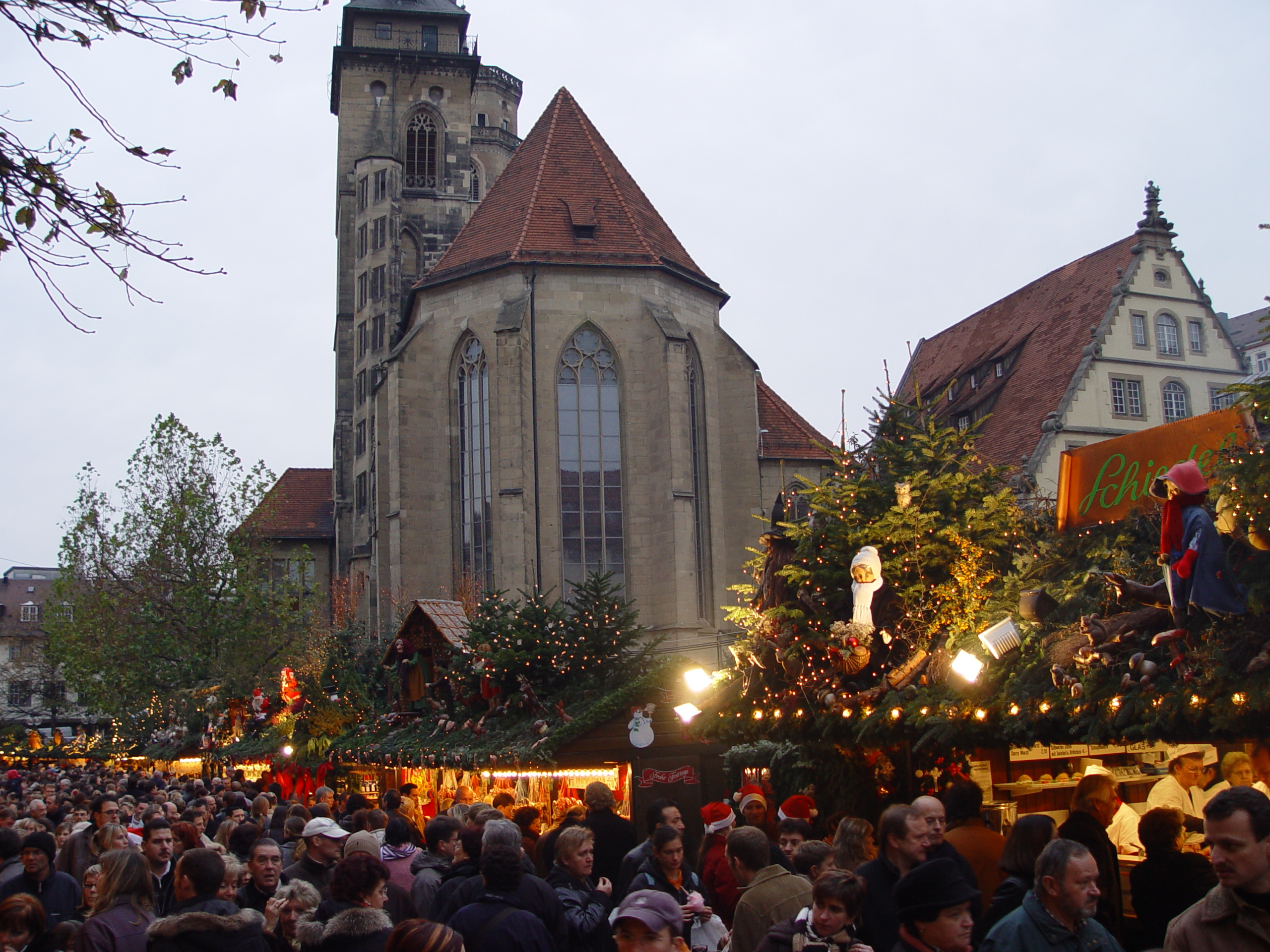
Stuttgarter Weihnachtsmarkt vor der Stiftskirche, 2004

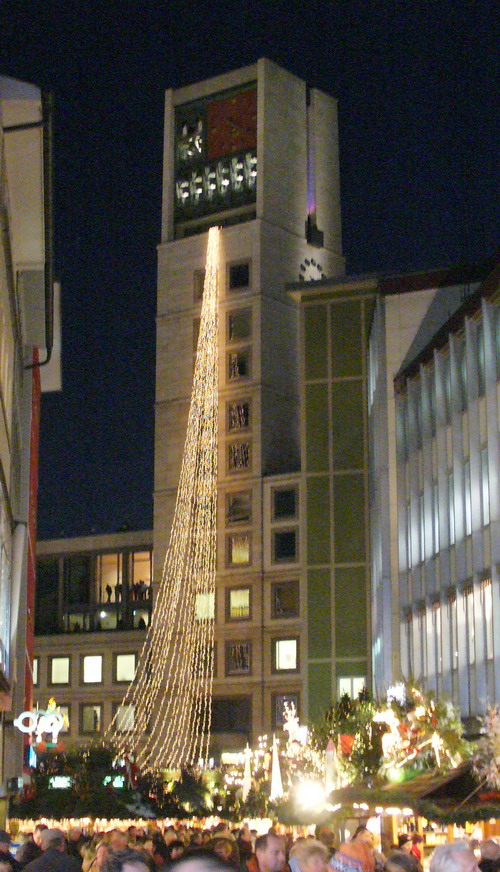
Weihnachtsmarkt vor dem Stuttgarter Rathaus, 2006

Der Stuttgarter Weihnachtsmarkt gehört zu den größten und ältesten Weihnachtsmärkten in Europa. Neben dem Ulmer Weihnachtsmarkt ist er einer der bekanntesten in Baden-Württemberg. Er findet jährlich in der Adventszeit vom letzten Mittwoch im November bis zum 23. Dezember rund um das Alte Schloss, den Schlossplatz und den Marktplatz statt. In dieser Zeit ist er Publikumsmagnet von rund vier Millionen Besuchern aus dem In- und Ausland.
Etwa 280 Stände schmücken den Weihnachtsmarkt auf einer Fläche von etwa 4000 Quadratmetern. Wie auf vielen Weihnachtsmärkten gibt es auch auf dem Stuttgarter eine 525 m² große Eisbahn sowie ein Kinder- und Märchenland mit einer dampfbetriebenen Mini-Eisenbahn.

## Geschichte
1692 wurde der Stuttgarter Weihnachtsmarkt erstmals urkundlich erwähnt. Ab 1780 wurde der Beginn des Weihnachtsmarktes auf den Dienstag nach dem 3. Adventssonntag festgelegt. Zu dieser Zeit hatte er noch eher den Charakter eines Jahrmarktes mit Seiltänzern, Zauberern, Gauklern und Spaßmachern. Auch Tiervorführungen gab es in Menagerien. Der Umsatz des Marktes stieg in großem Maße an und zog viele Händler und Besucher von weit her an. 1850 boten um die 1200 Händler ihre Ware feil.
Neben Haushaltsartikeln wurden Anfang des 20. Jahrhunderts für die damalige Zeit sensationelle Dinge wie Rasierapparate, Modelleisenbahnen und Grammofone angeboten.
Auch in den Kriegsjahren fand der Weihnachtsmarkt jedes Jahr statt. Wegen mangelnder Ressourcen konnte allerdings kein Weihnachtsbaum aufgestellt werden. In den frühen 1970er-Jahren nahm die Bedeutung des Weihnachtsmarktes für den Tourismus zu und die alten Stände aus Klapptischen, Zeltdächern und Planen wurden durch einheitliche Holzbuden mit aufwändiger Dekoration ersetzt. Zu dieser Zeit erreichte er auch seine heutige Größe.